# Antun Palić
Antun Palić (ur. 25 czerwca 1988 w Zagrzebiu) – chorwacki piłkarz występujący na pozycji pomocnika. Były piłkarz Sheriff Tyraspol.